# Nuoto ai Giochi della XXVI Olimpiade - 400 metri misti maschili
Hanno partecipato alle batterie di qualificazione 27 atleti: i primi 8 si sono qualificati per la finale A, i successivi 8 invece si sono qualificati per la finale B.

## Finale A
21 luglio 1996
| Posizione | Atleta          | Paese       | Tempo   |
| --------- | --------------- | ----------- | ------- |
|           | Tom Dolan       | Stati Uniti | 4:14.90 |
|           | Eric Namesnik   | Stati Uniti | 4.15.25 |
|           | Curtis Myden    | Canada      | 4:16.28 |
| 4         | Matthew Dunn    | Australia   | 4:16.66 |
| 5         | Marcel Wouda    | Paesi Bassi | 4:17.71 |
| 6         | Luca Sacchi     | Italia      | 4.18.31 |
| 7         | Marcin Malinski | Polonia     | 4:20.50 |
| 8         | Sergei Mariniuk | Moldavia    | 4:21.15 |

## Finale B
| Posizione | Atleta              | Paese      | Tempo   |
| --------- | ------------------- | ---------- | ------- |
| 9         | F. Carlo Hviid      | Spagna     | 4:22.47 |
| 10        | Toshiaki Kurasawa   | Giappone   | 4:23.36 |
| 11        | Tatsuya Kinugasa    | Giappone   | 4:24.25 |
| 12        | Ratapong Sirisanont | Thailandia | 4:26.35 |
| 13        | Alejandro Bermudez  | Colombia   | 4:26.64 |
| 14        | Josef Horky         | Rep. Ceca  | 4:28.39 |
| 15        | Trent Steed         | Australia  | 4:29.35 |
| -         | István Batházi      | Ungheria   | SQ      |

## Non qualificati
| Posizione | Atleta             | Paese         | Tempo   |
| --------- | ------------------ | ------------- | ------- |
| 17        | Jani Sievinen      | Finlandia     | 4:23.13 |
| 18        | Valeri Kalmikovs   | Lettonia      | 4:28.04 |
| 19        | Gergo Kiss         | Ungheria      | 4:28.05 |
| 20        | Mark Kwok          | Hong Kong     | 4:31.13 |
| 21        | Bang-Hyun Kim      | Corea del Sud | 4:31.16 |
| 22        | Walter Soza        | Nicaragua     | 4:32.11 |
| 23        | Kresimir Cac       | Croazia       | 4:34.02 |
| 24        | Aleksandar Malenko | Macedonia     | 4:34.06 |
| 25        | Arsenio López      | Porto Rico    | 4:34.81 |
| 26        | Desmond Koh        | Singapore     | 4:36.87 |
| 27        | Wan Azlan Abdullah | Malaysia      | 4:38.95 |